# Fozzy Group
Fozzy Group — одна из крупнейших торгово-промышленных групп Украины. Является лидером украинского рынка ретейла, имея более 600 торговых точек на всей территории Украины и более 35 000 наименований товаров. Кроме торговых сетей бизнес-интересы группы компаний охватывают производство продуктов питания и ресторанный бизнес.

## Торговые сети
Торговое направление группы компаний Fozzy Group представляют:
- «Сильпо» — сеть супермаркетов;
- «Le Silpo» — сеть супермаркетов премиум-класса;
- «Фора» — сеть магазинов у дома;
- «Favore» — супермаркет премиум-класса;
- «THRASH!» — сеть дискаунтеров;
- «Fozzy» — сеть оптовых гипермаркетов формата «Cash&Carry»;
- «Белая Ромашка» — сеть фармацевтических супермаркетов;
- «Ringoo» — сеть магазинов электроники.

## Собственные бренды компании
В продуктовых сетях группы реализуется продукция собственных торговых марок:
- «Премия» — средний ценовой сегмент
- «Premiya Select» — премиальный сегмент
- «Premiya Wine Club» — вино
- «Полная чаша» — эконом-сегмент
- «Полная рюмка» — алкогольная продукция экономичного ценового сегмента
- «Zonk» — сидр
- «EXTRA!» — собственная торговая марка для сети оптовых гипермаркетов Fozzy
- «Зеленая Страна» — свежие овощи и фрукты

ТМ «Премия» была запущена в 2006 году для всех торговых сетей Fozzy Group. Сейчас ассортимент ТМ «Премия» насчитывает более 1 000 наименований в более чем 100 категориях товаров среднего ценового сегмента.
«Premiya Select» — премиальная собственная торговая марка Fozzy Group, которая была запущена в 2009 году для всех торговых сетей группы компаний. В линейке «Premiya Select» продукция эксклюзивного качества — 20 позиций в продовольственной группе товаров: натуральная осетровая икра, лососевая икра, чёрная икра, итальянское оливковое масло, китайский вязаный чай, греческая фета и т. д.
«Полная чаша»: представлена с 2008 года во всех торговых сетях группы компаний. Продукция СТМ «Полная чаша» — это продукты экономичного ценового сегмента. ТМ насчитывает более 300 наименований в 60 продовольственных и непродовольственных категориях.

## Логотип
- Первый логотип магазина «Fozzy Group» с 1997 по 2016 года.
- Второй логотип магазина «Fozzy Group» с 2016 по 2024 года.
- Третий логотип магазина «Fozzy Group» с 2024 года по настоящее время.

## Собственный импорт
Собственный импорт для Fozzy Group — одно из стратегических направлений деятельности. Fozzy Group импортирует эксклюзивные продукты и напитки из 65 стран мира и сотрудничает со 800 производителями. Fozzy Group заключает прямые контракты с производителями оригинальных продуктов и предлагает их на Украине по цене производителя: сегмент алкогольных напитков (вина, коньяки, коктейли), сыры, кондитерские изделия, рыбные деликатесы, оливковое масло, молочные десерты, минеральные воды от европейских производителей.
Весной 2012 года компания презентовала линейку элитных сыров. Среди поставщиков элитных сыров собственного импорта Fozzy Group — европейские компании Wyke Farms Ltd, Veldhuyzen Kaas bv, Fromi Rungis SAS.
Осенью 2012 года Fozzy Group основала Premiya Wine Club. Первой под лейблом PWC появилась линейка французских вин La petite vigne сортов Мерло, Каберне-Совиньон, Совиньон и Шардоне категории Pays d’Oc IGP (местные вина региона Лангедок).
В марте 2015 года открылся интернет-магазин Fozzy, осуществляющий продажу и доставку товаров по городу Киеву и пригороду.

## Промышленные активы
Основные предприятия промышленного направления Fozzy Group: Нежинский консервный завод,  птицефабрика «Варто», Богуславский завод продтоваров, ООО «Огни Гестии».
Кроме этого, обслуживающий финансовые потоки всех подразделений Fozzy Group банк «Восток», служба доставки «Justin», турагентство «Сильпо Вояж» и сеть спортклубов Apollo Next.

## Ресторанный бизнес
Рестораны: «У Хромого Пола», «Старомак», POSITANO, «Дзяо-бар» и сеть хлебных мастерских «Буланжери» (г. Киев).

## Финансовые показатели
Торговый оборот сетей группы (супермаркетов «Сильпо», магазинов возле дома «Фора», оптовых гипермаркетов Fozzy) составил:
- В 2004 году — 750 млн $;
- В 2005 году — более 1 млрд $;
- В 2006 году — порядка 1,5 млрд $;
- В 2008 году — 1,93 млрд $.
- В 2011 году — 21 млрд ₴.
- В 2014 году — 36,1 млрд ₴.
- В 2018 году — 66,11 млрд ₴.[15]
- В 2019 году — 78,163 млрд ₴.[16]